# Turmhügel Witzeldorf
Der Turmhügel Witzeldorf ist eine abgegangene Turmhügelburg (Motte) in dem gleichnamigen Gemeindeteil Witzeldorf des niederbayerischen Marktes Frontenhausen im Landkreis Dingolfing-Landau. 
Er liegt unmittelbar nordnordwestlich der Kirche Mariä Heimsuchung. Er wird als Bodendenkmal unter der Aktennummer D-2-7440-0007 im Bayernatlas als „mittelalterlicher Turmhügel. Untertägige Befunde des Mittelalters und der frühen Neuzeit im Bereich der Kath. Kirche St. Margareta in Witzeldorf, darunter die Spuren von Vorgängerbauten bzw. älteren Bauphasen“ geführt. 

## Beschreibung
Die Ortskirche St. Margareta in Witzeldorf steht am südwestlichen Talrand der Vils auf einem künstlich errichteten Hügel von 3 m Höhe und einem Durchmesser von 19 m. Es wird angenommen, dass hier der einst höhere Turmhügel Witzeldorf stand, dessen Höhe für den Kirchenbau vermindert und dessen Plateau vergrößert worden ist.